# Три блестящих вальса, соч. 34 (Шопен)
Три блестящих вальса для фортепиано, соч. 34 (фр. Trois Valses Brillantes pour piano, op. 34) — первая тетрадь вальсов Фредерика Шопена, изданная в декабре 1838 года. До этого им был опубликован отдельно Большой блестящий вальс Ми-бемоль мажор, соч. 18. Таким образом, традиционно вальсы соч. 34 имеют порядковые номера 2 — 4.
- Большой блестящий вальс № 1 (2) Ля-бемоль мажор. Vivace.
- Большой блестящий вальс № 2 (3) ля минор. Lento.
- Большой блестящий вальс № 3 (4) Фа мажор.  Vivace.

Первым был сочинён вальс ля минор (1831). Следующий за ним вальс Ля-бемоль мажор известен в двух редакциях: ранней (1835) и окончательной, которая была напечатана. Датировка вальса Фа мажор затруднительна. Для него есть только terminus ante quem — 1838, год публикации всей тетради.
Оба мажорных вальса написаны в «блестящем» стиле, под влиянием которого Шопен находился в юности и в котором был вынужден творить в первые годы жизни в Париже. Помещённый между ними ля-минорный вальс является одним из первых образцов «меланхолического» типа вальсов. Он принадлежал к числу излюбленных вальсов Шопена.
В первых изданиях вся тетрадь целиком называлась «Три блестящих вальса», а каждый из трёх вальсов имел заголовок «Большой блестящий вальс». Поскольку характер ля-минорного вальса вступает в явное противоречие с таким названием, в наше время применительно к нему оно не употребляется. Вальс Фа мажор иногда называется «Большой блестящий вальс» (например, в XI томе неоконченного советского Полного собрания сочинений Шопена), но чаще «Большой вальс» или, как ля-минорный, просто «Вальс».
Ля-бемоль-мажорный и ля-минорный вальсы составляют пару самых длинных вальсов Шопена: исполнение каждого из них может продолжаться значительно более пяти минут (иногда и более шести). В этом отношении к ним примыкает чуть более короткий Большой блестящий вальс Ми мажор, соч. 18, завершая тройку длиннейших вальсов композитора.